# Italienska parlamentet
Det italienska parlamentet (italienska: Parlamento Italiano) består av två kammare, med 945 deputati, som väljs för en period på fem år. Underhuset, Camera dei Deputati (Deputeradekammaren) består av 630 ledamöter, medan överhuset, il Senato (Senaten) har 315 ledamöter, senatori. 
Parlamentet i gemensam session väljer Italiens president. Regeringen är ansvarig inför bägge kamrarna.

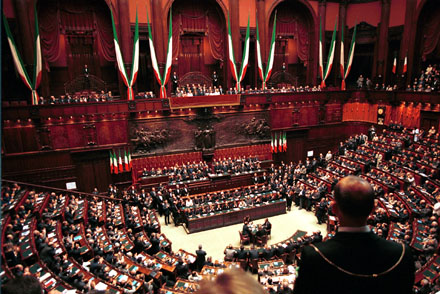
Parlamentet med president Carlo Azeglio Ciampi (18 maj 1999)